# Maria Mercè Prat i Prat
Maria Mercè Prat i Prat (Barcelona, 6 de març de 1880 - 24 de juliol de 1936) va ésser una religiosa, germana de la Companyia de Santa Teresa de Jesús. Afusellada durant els primers dies de la Guerra Civil espanyola, és venerada com a beata i màrtir per l'Església Catòlica Romana.

## Biografia
Va néixer a Barcelona, filla de Joan Prat i Teresa Prat; el seu pare va morir en 1895, i la seva mare, un any més tard. Va estudiar al col·legi de la Companyia de Santa Teresa de Jesús, on va acostumar-se a la pregària i l'ideal religiós, fent-se membre de l'Arxiconfraria Teresiana que havia fundat Enric d'Ossó. Convençuda de la bondat de la tasca d'ensenyament de la congregació teresiana, hi va ingressar l'agost de 1904 com a novícia. L'1 de març de 1905 va vestir-ne l'hàbit i el 10 de març de 1907 va fer-hi els vots.
Era tinguda com una germana exemplar, per la seva prudència, simpatia i virtut. Com les altres germanes, es dedicava a l'ensenyamen de la joventut. Durant els anys de la Segona república espanyola, la vida de la comunitat es veié afectada per les disposicions legislatives contràries al clergat i a l'ensenyament religiós. Tancat el col·legi, el juliol de 1936 va ésser aturada per uns milicians que li demanaren que s'identifiqués, a la qual cosa va dir que era una religiosa de l'ensenyament, cosa que estava prohibida i castigada amb la mort. Va ésser detinguda, interrogada i amenaçada, però no va voler abjurar de la seva fe ni penedir-se del que havia fet. La matinada del 24 de juliol, va ésser afusellada a la carretera de l'Arrabassada, a Barcelona. La germana que l'acompanyà testimonià que les seves últimes paraules foren "Jesús, Josep i Maria" i "Perdona'ns com perdonem".

## Veneració

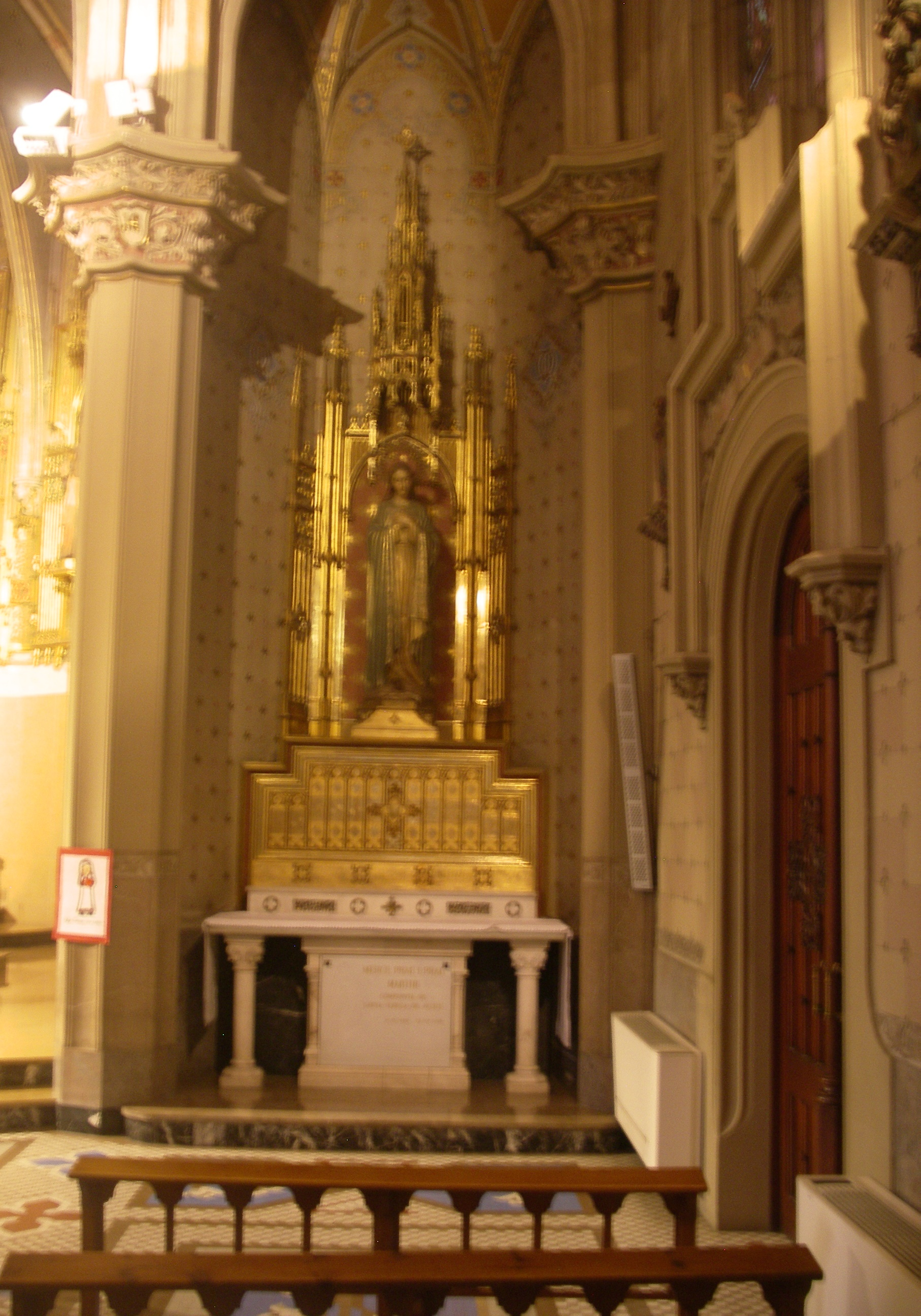
Tomba de la beata a la capella del Col·legi de Teresianes de Barcelona

El 21 de maig de 1955 les seves restes mortals van ésser instal·lades al cementiri de les Corts de Barcelona, a una urna al nínxol de la companyia teresiana. El 29 d'abril de 1990, Joan Pau II la beatificà, juntament amb altres religiosos morts durant la Guerra Civil espanyola.